# Часниковка 1-а
Часнико́вка 1-а (рос. Чесноковка 1-я) — присілок у складі Щучанського району Курганської області, Росія. Входить до складу Білоярської сільської ради.
Населення — 95 осіб (2010, 133 у 2002).
Національний склад станом на 2002 рік: росіяни — 86 % , решта башкіри.

## Відомі люди
- Подгорбунських Ганна Єгорівна — доярка, Герой Соціалістичної Праці.